# Weizerbanan
|  |  |  |

|  | Straight track |

|  | Station on track |

|  | Stop on track |

|  | Stop on track |

|  | Stop on track |

|  | Station on track |

|  | Stop on track |

|  | Stop on track |

|  | Unknown BSicon "ABZg+r" |

|  | Station on track |

|  | Stop on track |

|  |  |  |

|  | Straight track |

|  | Station on track |

|  | Stop on track |

|  | Stop on track |

|  | Stop on track |

|  | Station on track |

|  | Stop on track |

|  | Stop on track |

|  | Unknown BSicon "ABZg+r" |

|  | Station on track |

|  | Stop on track |

Weizerbanan är en 15 kilometer lång enkelspårig järnväg i det österrikiska förbundslandet Steiermark. Den går från Gleisdorf där den ansluter till den steierska östbanan till Weiz där den ansluter till Feistritztalbanan. Banan är i delstaten Steiermarks ägo
Banan byggdes mellan 1888 och 1889.
Weizerbanan trafikeras av lokaltåg och godstrafik. Det är planerat att inlemma banan i storregionen Graz pendeltågsnät.